# الصناعات الفخارية في السودان

## الصناعات الفخارية في السودان

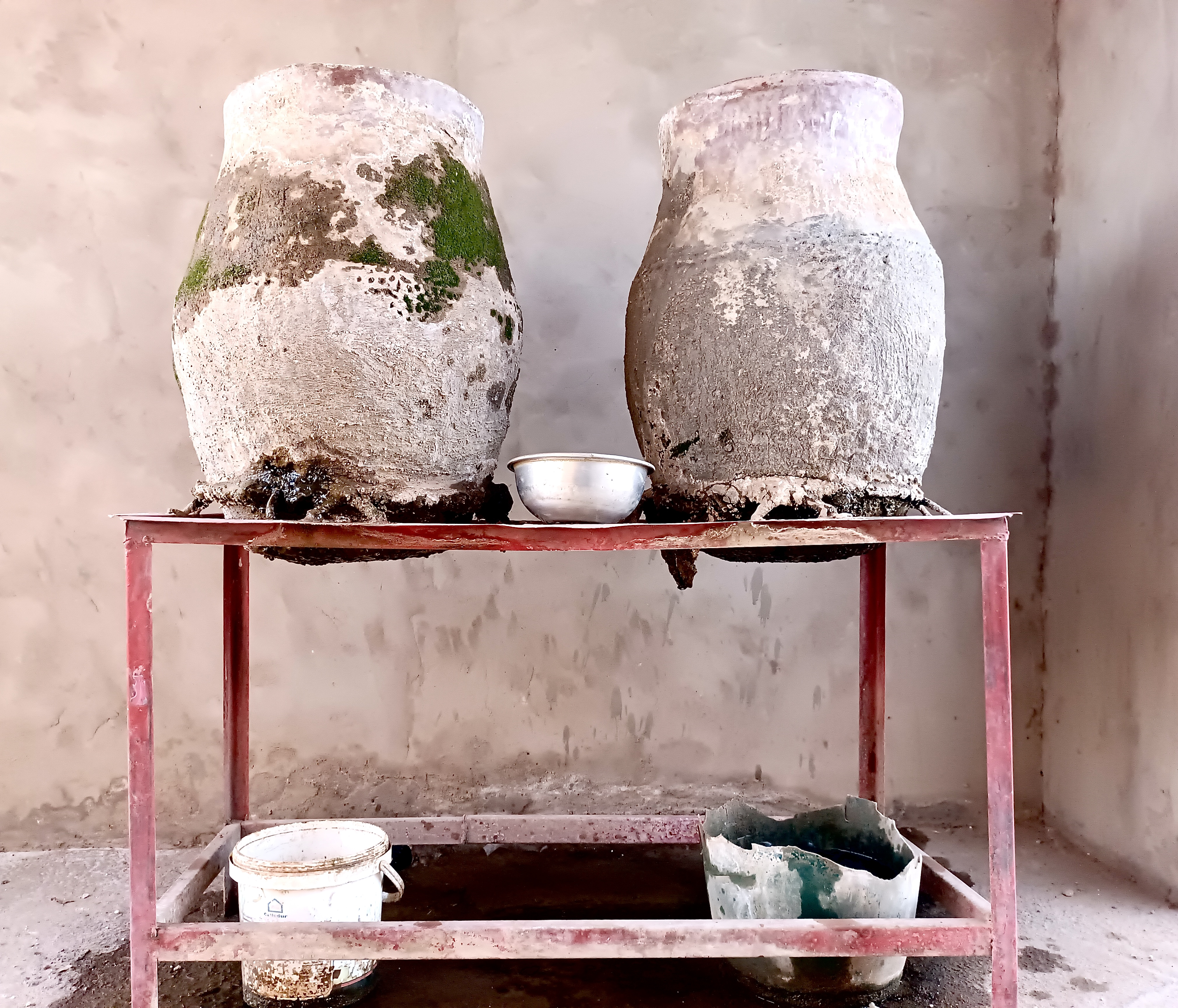
أزيار الفخار السودانية و النَّقَّاع.jpg

يعد الفخار من أقدم صناعات الإنسان «خاصة في السودان»، فقد أكتشفت بقايا الفخار في آثار العصر الحجري الحديث، وكان انتشاره في السودان منذ عهود مبكرة. وقد كانت صناعة الفخار في السودان مزدهرة منذ العصور الأولى خلال الفترات التاريخية المتعاقبة، والسودان هو الدولة الأولى قديما في صناعته حيث يظهر ذلك جليا في الاواني المنزلية والصناعات المحلية المتوارثة إلى اليوم إضافة لتصمين البيوت الطينية والقصور والمساجد المشيدة من الطين في السودان ممثلا ارتباطا جوهريا بتلك الصنعة، ويذكر أيضا ان أول من صنع (الساقية) هم السودانين وهي آلة مصنوعة من اوني الفخار والخشب لنقل الماء من النيل، في فترة حضارة كرمة ومروراً بنبتة ازدادت صناعته وتطورت كثيرا في الحضارة المروية. وقد تميز الفخار في عهد مروي بالزخارف والألوان المستلهمة من البيئة المحلية، وكانت أغلب السياقات التي يستخدم فيها الفخار هي السياق الجنائزي، حيث كان يوضع مع الميت في المقابر الملكية «وكذلك في مقابر العامة» عدد من الآنية الفخارية مختلفة الأشكال والأحجام، ليستعمل المتوفي بعضها لشرب «المريسة» في الحياة الأخرى، حيث أن المريسة كانت تعد الطعام الأساسي للمتوفين. كما تم الكشف عن آنية فخارية شديدة الشبه بالزير الحالي تستخدم كقوالب لخبز العصيدة لتقديمها كقرابين للآلهة، وكان يتم كسرها لاستخراج العصيدة منها.
واستمرت صناعة الفخار في مختلف أنحاء السودان واستعماله في مختلف الأغراض مثل الطبخ وجلب وحفظ وشرب الماء، وفي حلب اللبن وحفظه، وفي تخزين المحاصيل، كما أن بعض الفخار يستعمل في الأكل؛ حيث يتم صنعه آلياً أو باليد. ولأن صناعته تتم باليد غالباً فتقوم بصناعته النساء غالباً، وليس مشكوراً أن يقوم بها الرجال، كما أنه حرفة الغرباء، فهي في نظر المجتمع حرفة وضيعة، ويعرف صاحبها «بالفخراني» أو «البقداوي».
والفخرانيون يصنعون جملة من الأدوات، مثل «الأزيار» و«القلل» و«القواديس»، كما يتصل بعمل الفخار صناعة السويبة (لحفظ المحاصيل) وبيوت الفراخ والأفران البلدية؛ والفرق بين هذه المجموعة وسابقاتها أن الأخيرة لايتم حرقها.
كان الفخرانيون يتخيرون موقع العمل حسب جودة التربة، ولا يدخل في صناعة الفخار اليدوي النوبي سوى الغرين وروث البهائم - ما عدا في مواعين الطعام - فانهم يضيفون إليها حجراً يسمى بالنوبية «الترياق». أما في أواسط السودان فيضيفون بعض المواد الحجرية والجيرية.

## الصناعات الفخارية في غرب السودان
نجد نساء قبيلة الفور من أقدر الناس في هذه الصناعة، كما أن هذه الأدوات تساعد في سد حاجة حقيقية في مجتمعهم، وهي تستخدم في كافة شؤون المنزل؛ فتقوم المرأة الدارفورية بصناعة أنواع مختلفة من الجرار «كالدوانة» (وهي أكبر الجرار حجماً) و«الجَر» و«البُرمة» و«الكلول» و«الطاجون»؛ هذا بالإضافة إلى «الجَبَنَة» و«المَخَابِر»، كما يصنعون «السويبات» والتي تعرف عندهم «بالبيلي»، وهي عبارة عن صوامع بلدية لتخزين الغلال، كما تصنع الأباريق الطينية.

## انواع االأواني والأدوات الفخارية

### البُرْمَة
(جمعها بُرام) وهو كل وعاء فخاري مستدير الشكل، ولكن تطلق خاصة على وعاء متوسط الحجم ودائري الشكل كالجرة تتخذ لأغراض كثيرة منها تخمير العجين وطبخه، وفي إعداد العصيدة. عليه يمكن القول أن البرمة تشمل العديد من الأنواع مثل الزير والجرة والكنتوش والكلول.
والبرمة تختلف في الأحجام والأغراض، فهناك برمة الماء (وهي الأكبر حجماً وقد تصل إلى حجم البرميل)، وبرمة العجين (تسمى الخمّارة)، وبرمة المُلاح، وبرمة اللبن، وبرمة المريسة، كما توجد برمه صغيرة للبليلة.
وبرمة الماء إذا كانت كبيرة سميت (تيبار) أو (زير) أو (جَرْ)، وإذا كانت صغيرة بحيث يطبخ فيها فهي (كنتوش)، والذي يعرف في كردفان ب (الكلول). كما توجد برمة تسمى (الكَرَبَاب)، هي البرمة الكبيرة الحجم والتي يطبخ فيها للأعداد الكبيرة.
ولدورها الكبير في الحياة السودانية نجدها قد ذكرت في كثير من عناصر الفولكلور السوداني، خاصة الجانب الشفاهي منه، كالأمثال والاشعار والقصص وغير ذلك؛ ومن ذلك:
يقول المثل: برمة الشركا مابتفور.
ويقول المثل الدارفوري: المَرَه بدون جنا متل البرمة الإنكسرت.
وأيضاً: بدع البدع، شيل البرمة وغز الكوع.
وأيضاً: الراس ما بشيل برمتين.
وأيضاً: تُويس تُرمه كان تفّوْ مابملا برمه.
ومن الأبيات المشهورة في منطقة البطانة:
برمة مابتشيل مويه وتشق عتمور ** ورخمة مابتلد صقراً يباري صقور.
وجاء في الطبقات أن الشيخ خليل بن الرومي جاءه رجل وقال له: شَرَدَتْ لي خادم منذ عام، أسال الله أن يردها علي. فقال له: جيب برمة مريسه وشلاتيت وديك خصي. فجاب الرجل برمتين ملانتين وديكين خصيان. فصفوا المريسة وشربوها هو وضناقلته الذين معه، ثم جاء الرجل عند العصر وقال له أين خادمي؟ فقال: شيل البحر وقول يابخيته تلاته مرات. فجاءت الخادم شايله قربة ماء وحبلها على وجهها؛ وقالت: ياسيدي شن جابك هنا، هذا بحر أتبرا.
ولمكانة البرمة في مجتمعات غرب السودان نجد هناك عدد من الأسماء التي تطلق على الأشخاص؛ «كبُرمَه» و«بِريمَه» (تصغير برمه)، كما توجد هناك مدينة بُرام (جمع برمه) وهي مدينة مشهورة بدرافور تشتهر بصناعة الفخار وفيها رئاسة الهبانية.

### الزير

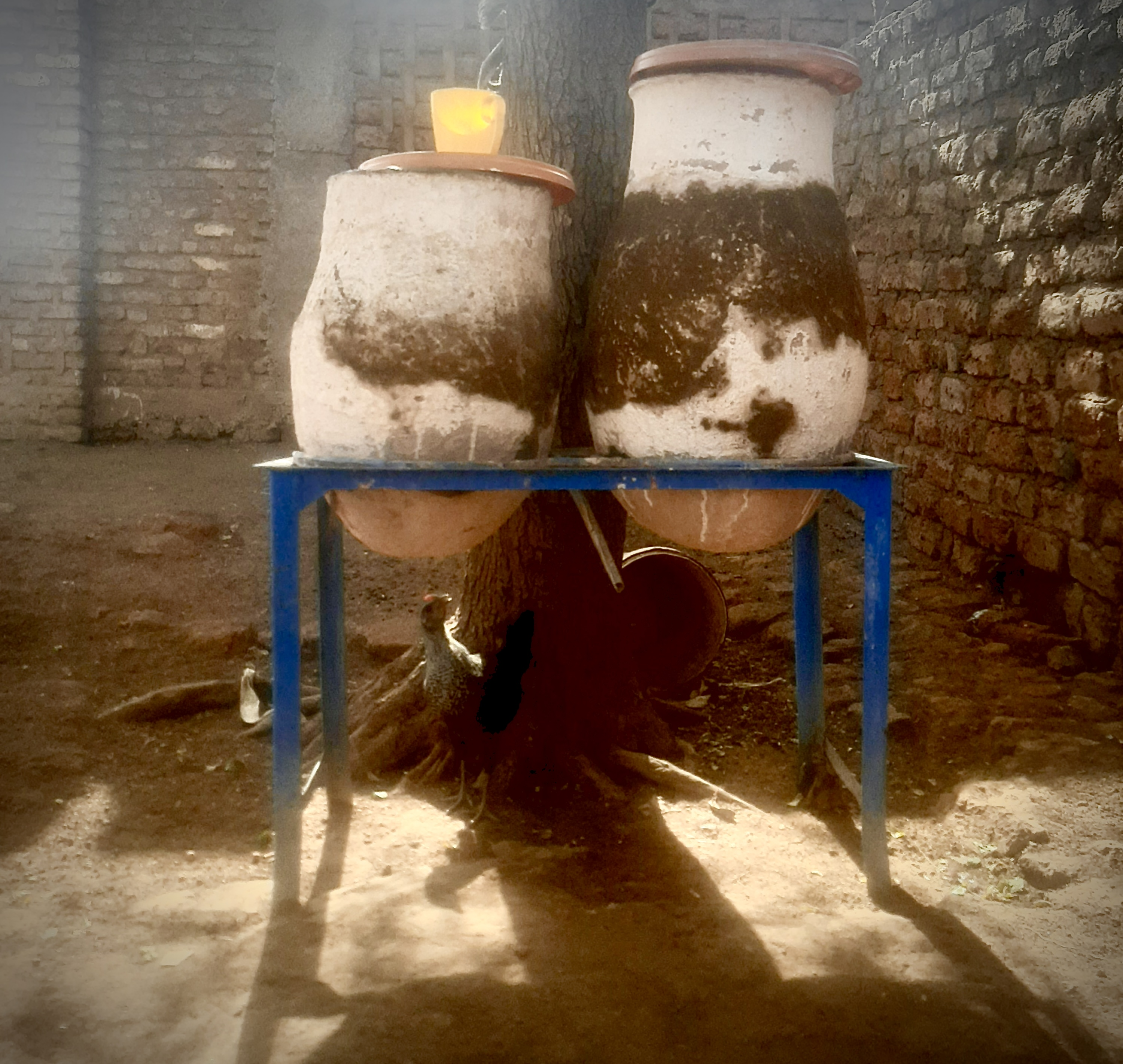
أزيار مصنوعة من الفخار

هو إناء فخاري متوسط الحجم مخصص لحفظ الماء وتبريده، كما قد يستعمل لبعض المهام الأخرى، مثل التخمير. وقد ظل الزير محافظاً نسبياً على شكله ووظائفه منذ عهد مروي، وهو يقوم بهذه الوظائف رغم التقدم التكنولوجي الهائل الحادث الآن وظهور الثلاجات منذ وقت بعيد، ويسميه السودانيون (تلاجة المساكين). وفي مناطق غرب السودان يسمى (الدوانة) ويكون أكبر حجماً ويمكن أن يحمل بداخله أربع صفائح من الماء. على أن هناك إناء آخر أكبر حجماً يعرف ب (القمبلق) يحمل حتى سبع صفائح من الماء، ويستعمل في بيوت الوجهاء والموسرين لحفظ موادهم الغذائية لعدد من السنين، كما يوجد نوع يسمى (البوشاي) وحجمه أصغر من الزير العادي.
يجعل بعض السودانيون الزير كسبيل في الطرقات ابتغاءً للرحمة لموتاهم، ورغم أنها قد تتعرض للتلوث بالغبار والأتربة أو حتى تعدي الحيوانات، إلا أنهم يعتقدون أن الملائكة تتعهد بغسلها، كما يوصون بشرب ماء السبيل للبركة وشفاء أمراض البطن.
ومن القصص الشعبية الشهيرة المتعلقة بالزير قصة البصيرة أم حمد، وهي باختصار أن عجلاً علقت رأسه في الزير فأمرت البصيرة أم حمد بذبحه، وبعدها أمرت بكسر الزير لإخراج الرأس، فكانت نتيجتها فقدان العجل والزير معاً، فصارت تضرب مثلاً لمن يدّعون المعرفة.

### القُلة

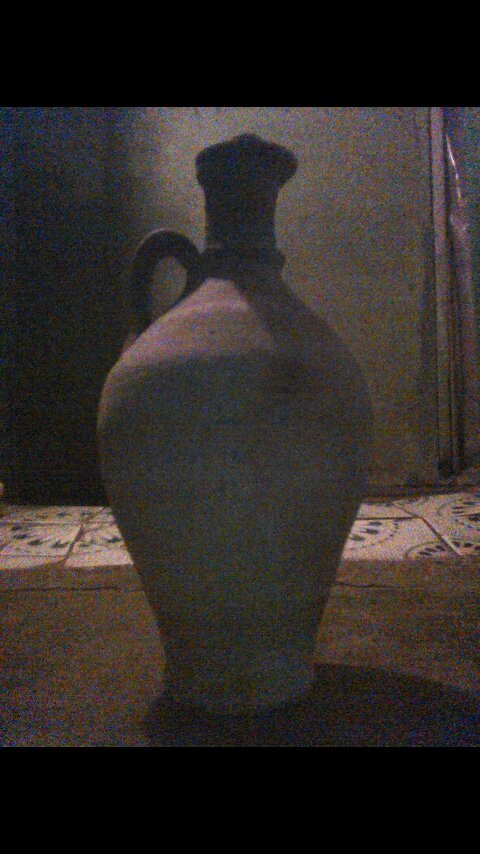
قلة لحفظ الماء

إناء لحفظ الماء وتبريده، يصنع من الفخار بأشكال وأحجام مختلفة، والقلة شديدة الشبه بالزير ولكنها أصغر حجماً وبالتالي أسرع منه في التبريد، وتوجد قلة صغيرة جداً ولكن برقبة أطول، توضع تحت الزير لتلقي الماء الذي يتسرب منه والذي يعرف ب (النقّاع) الذي يتسم بالصفاء الشديد، ويستعمل هذه القلة الأطفال في مناسبات دينية خاصة، مثل «الرحمتات» أو «الحارّه».

### الجَر
هي الجَرّة بالفصحى، تستخدمها النساء في نقل الماء من البئر أو النهر إلى المنزل، وكذلك في نقل الخمور. وتستطيع الجر أن تحتوي على ما مقداره صفيحة ونصف، وبعضها أصغر من ذلك، بل أن هناك جر صغير جداً لا يحمل أكثر من نصف صفيحة يستخدمه الأطفال.

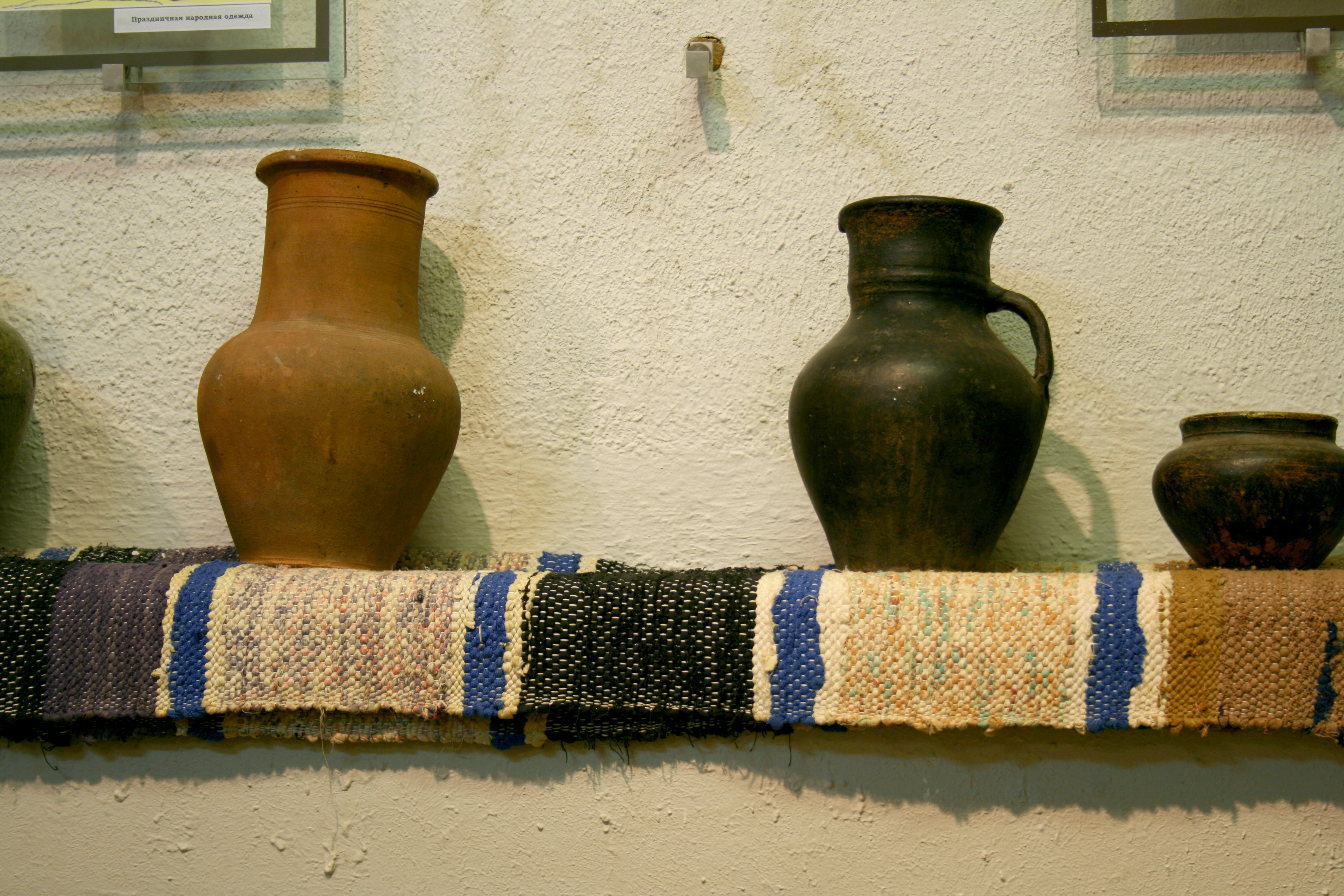
جرات مصنوعة من الفخار

وفي المناطق الشمالية تجد الجرة تقديراً خاصاً لأهميتها في صناعة الخمور، خاصة شراب «الدكّاي» الذي يتم إعداده في جرة من فخار من مختلف الأحجام، فالجرة الكبيرة تسع حتى خمسة أرباع من البلح، والمتوسطة تسع حتى ثلاثة أرباع، أما جرة «المريسة» فهي أصغر حجماً من جرة الدكّاي، إذ يتسع أكبرها حجماً لنحو ربع واحد من البلح. وعادة لاتستعمل هذه الجرة إلا لهذا الغرض، وهم يتحاشون بالذات تخمير عجين الذرة فيها لأنهم لو فعلوا لتعلق شيء من العجين بجدار الجرة وأفسد الخمرة التالية، وخير الجرار من كان من غير مسام بحيث لايسمح للماء بالتسرب.
يقول المثل الدارفوري: المَرَه مَرَه ولو كانت أضان جَرْ.
ويقول: الضُرار شر ولو كان رقبة جَرْ.

### الكَنتوش أو الكتّوش
إناء صغير أو متوسط الحجم «كالبرمة وإن اختلف عنها في الشكل» من الفخار يطهى فيه الطعام أو المريسة وتحفظ فيه، ويسمى في مناطق شمال السودان «بالدورايه».
يقولون: ود الكنتوش قوم كوس.
ويقولون: كنتوش الشركا مابنجض.
ورد في كتاب الطبقات أن الشيخ خوجلي بن عبد الرحمن بن إبراهيم قال: ما وقع عندي أشجع من أربعة:
أصول ولد جمعه، ومحمد ولد كنتوش، وعلي ولد دفع الله، ومحمد ولد أبو القاسم شيخ الكميلاب.

### الكَلول
هو كالكنتوش ولكنه مفرطح أكثر منه، ويستخدم في صنع الإدام (الملاح).
من أقوالهم: ضحكولو فتح كلولو.

### القولاب
عبارة عن صحن كبير توضع داخله العصيدة في نواحي دارفور، والجدير بالذكر أن الملاح في كثير من الأحيان يوضع بين الإناء والعصيدة، وأحياناً أخرى يوضع في كلول صغير ثم يذهب به إلى مكان الأكل.

### الدَحَلوب
إناء فخاري شبيه «بالطِشت» يستخدم في الغسيل وفي شرب وحفظ المياه وفي تخمير العجين، وقد يستعمل بصفة خاصة كقصرية للنفساء، ويستخدمه البعض لتسخين اللبن حيث يترك فيه نكهة مميزة (قنّانه). وأشهر مناطق صنع الدحلوب هي جبال النوبة الشرقية.
يقول المثل الدارفوري: العمر دحلوب، وكلمة دحلوب هنا تعني السيل الجارف.

### السويبة أو القسيبة
(مأخوذة من النوبية قسي) تصنع من الفخار «لكنها لاتحرق مثل بقية المنتجات الفخارية»، تصنع من الطين الغرين المخلوط بروث البهائم، وهي مخروطية الشكل وتوجد بها فتحتان: فتحة واسعة في أعلاها لصب المنتج المراد تخزينه، وفتحة أخرى صغيرة في الأسفل للتفريغ.
ومهمة السويبة هي حفظ المحاصيل من الحبوب والبلح الناشف، ومن مميزاتها أنها تعزل الحرارة وتمنع الفئران من الغارة على الحبوب المخزونة داخلها؛ وقبل إدخال الحبوب فيها يقومون باشعال النيران داخلها لقتل الحشرات والميكروبات، ثم توضع كمية من الرماد لوقاية المحصول من الأرضة والسوس. وتختلف السويبة عن بعضها في الحجم والسعة وموقع وجودها.
قالت العبدلابية: ويكابو في السوايب (جمع سويبه) مكمّد.
وفي مناطق غرب السودان تعرب باسم (الدبنقه)، وهي تصنع من نوع خاص من الطين مخلوط ببعض الحشائش توضع داخل المنزل لحفظ الحبوب مثل الدخن وحب البطيخ. والسويبة الكبيرة يمكن أن تحوي داخلها عشرة أرادب من الدخن، وهناك سويبات أخرى أقل حجماً، بعضها تستخدمه النساء داخل المنزل كدولاب لأدوات المطبخ وغيرها من الأدوات المنزلية.
يقوا المثل الدارفوري المشهور: دنيا دبنقا دردقي بشيش.

### البوليته
إناء فخاري ضخم يحفظ فيه العيش في مناطق شمال السودان.

### الباطية
أداة خشبية تشبه الإناء مستديرة الشكل كانت تستخدم لأغراض كثيرة منها العجن وتخزين الطعام وتقديمه للضيف، يتم صنعها من جذوع الأشجار بعد تجويفها من الداخل وتحويرها من الخارج على شكل دائري.
والباطية في اللغة إناء من الزجاج للشراب، أما الباطية عند البدو فهو حوض صغير يشيدونه بجانب البئر لشرب الناس خاصة، وبعده حوض كبير لشرب الحيوانات يدعى «الجابية». أما عندنا فالباطية قدح كبير، وقد تكون في شكل قلة. وقد ذكرها «كرامب» عندما قدم على مانجل العبدلاب، فقال أنه أرسل إليه ضيافة مكونة من باطية سمن وقربة عسل ومقدار من القمح وخروف ومعها عبد يخدمه.
ومن أغاني الصبيان:
السعون جابت الدهون ** والدهون أدوا البطاط
البطاط إتكسرن ** والبنات إتمسحن.
وقال شاعر من الجعليين:
نحن الما بنجيب زادنا في قرعاتنا ** وللضيفان بنملا الباطية من زرعاتنا.
وقال شاعر البطانة ميرغني الكردوسي:
مما قمنا ناس باطيه وقدح مردوم ** أمُرْهُم بقضى فوراً وسرهم مكتوم.

### الجَبَنَه

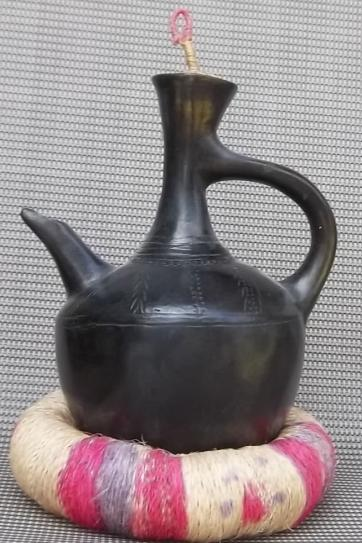
إناء فخاري لمشروب القهوة

إناء فخاري لصنع القهوة وتقديمها، وهو كروي الشكل وذو عنق ومقبض كالإبريق، وقد إنتشرت بذات الشكل في كل بقاع السودان، وصار اسمها بديلاً عن القهوة، فيقولون (شراب الجَبَنَه). وكانت النسوة يحرصن على تزيينها بالسكسك والخرز الملون حتى صارت من مكملات زينة المنزل.

### الإبريق١
عبارة عن إناء له عروة وفم لصب الماء، ويوجد منه نوعات: واحد يستخدم من أجل الوضوء فقط ويسمى «الرَكوَة»، وهو مصنوع من الجلد، والثاني مصنوع من الفخار (أو الصفيح لاحقاً)، ويستعمل لدخول المرحاض، وقد إشتهر بصناعته أهل كسلا.
يقولون: منو البقدر يقول البغلة في الإبريق.

### التاجون أو الطاجون
إناء من الفخار يصنع فيه الطعام ويحفظ فيه الماء.

### الماجور
ضرب من أدوات طبخ الطعام، وسمي ماجوراً لصناعته من الآجر. وقد يكون فرناً أو صفحة للطبخ، ويستعمل لعملية عجن الآبري الأحمر (الكوجان).
وتواصل صناعة الفخار في السودان صمودها رغم رياح التغيير، تشتهر منطقة «القماير» بمدينة امدرمان بالعاصمة السودانية الخرطوم بصناعة الفخار وتنتشر فيها العديد من المصانع، ويتم تصنيع الاواني المصنوعة من الطين اما عن طريق اليد أو العجلة «آلة تدار بالقدم عن طريق السير»
قال محمد إسماعيل جاد الله أحد العاملين في مجال صناعة الفخار لوكالة أنباء «شينخوا» 
«تعتمد مهنة صناعة الفخار على المهارة والسرعة التي يجب أن يتمتع بهما كل من يعمل في هذا المجال، انها صناعة تقليدية لكنها تمثل جزءا مهما من حضارة وتراث السودان، وحتى الآن ما تزال هذه المهنة رائجة ولديها زبائن كثر».
وتتم صناعة الفخار عن طريق عدد من الخطوات حيث يبدأ تشكيلها من طمي النيل المترسب بكثافة على ضفتي النيل، ثم تترك في الهواء لتجف، ثم حرقها عن طريق افران متخصصه، ثم اخيراً مرحلة الزخرفة وتكون اما عن طريق «النقش» أو «الصب في القوالب».

## إلبوم صور

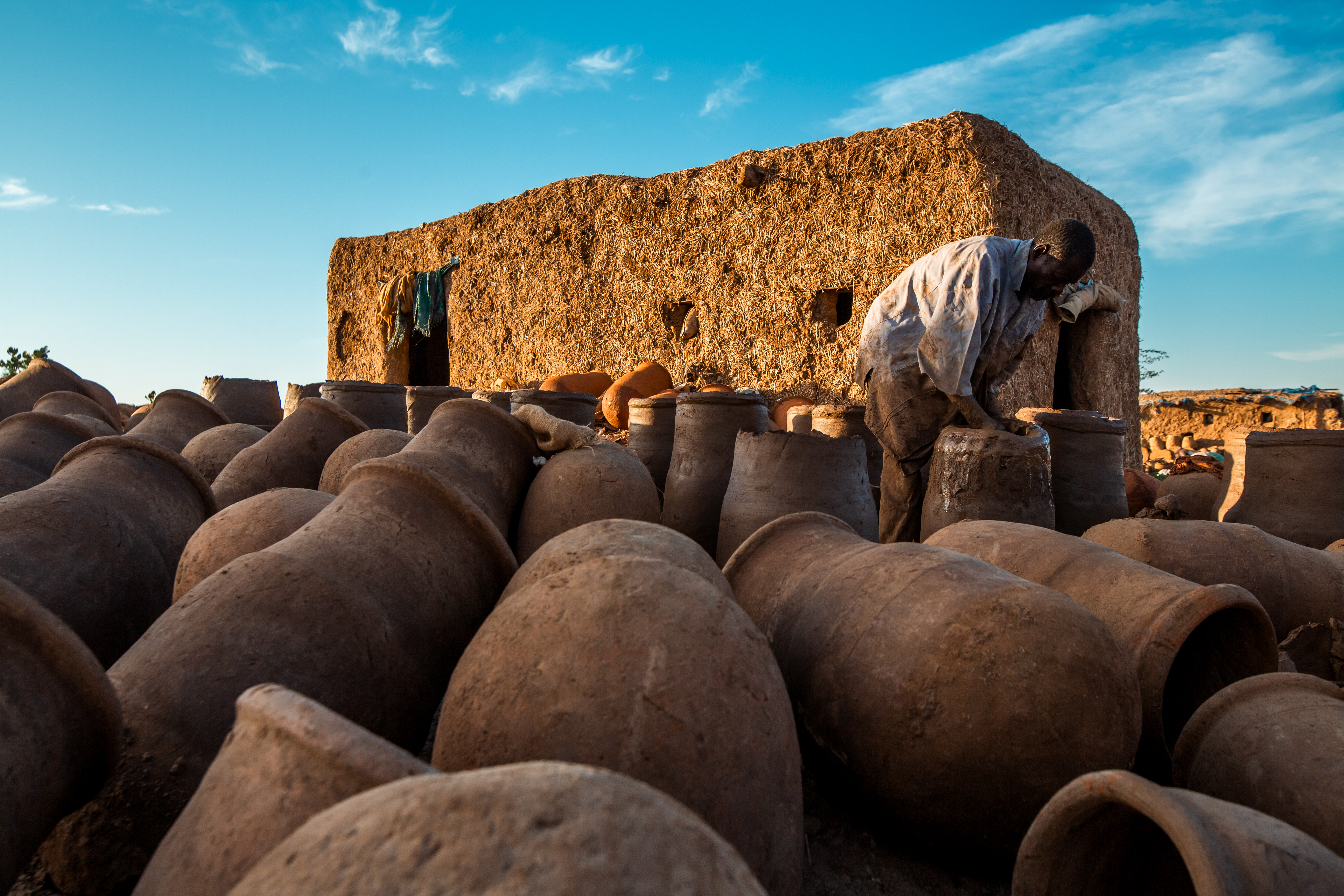
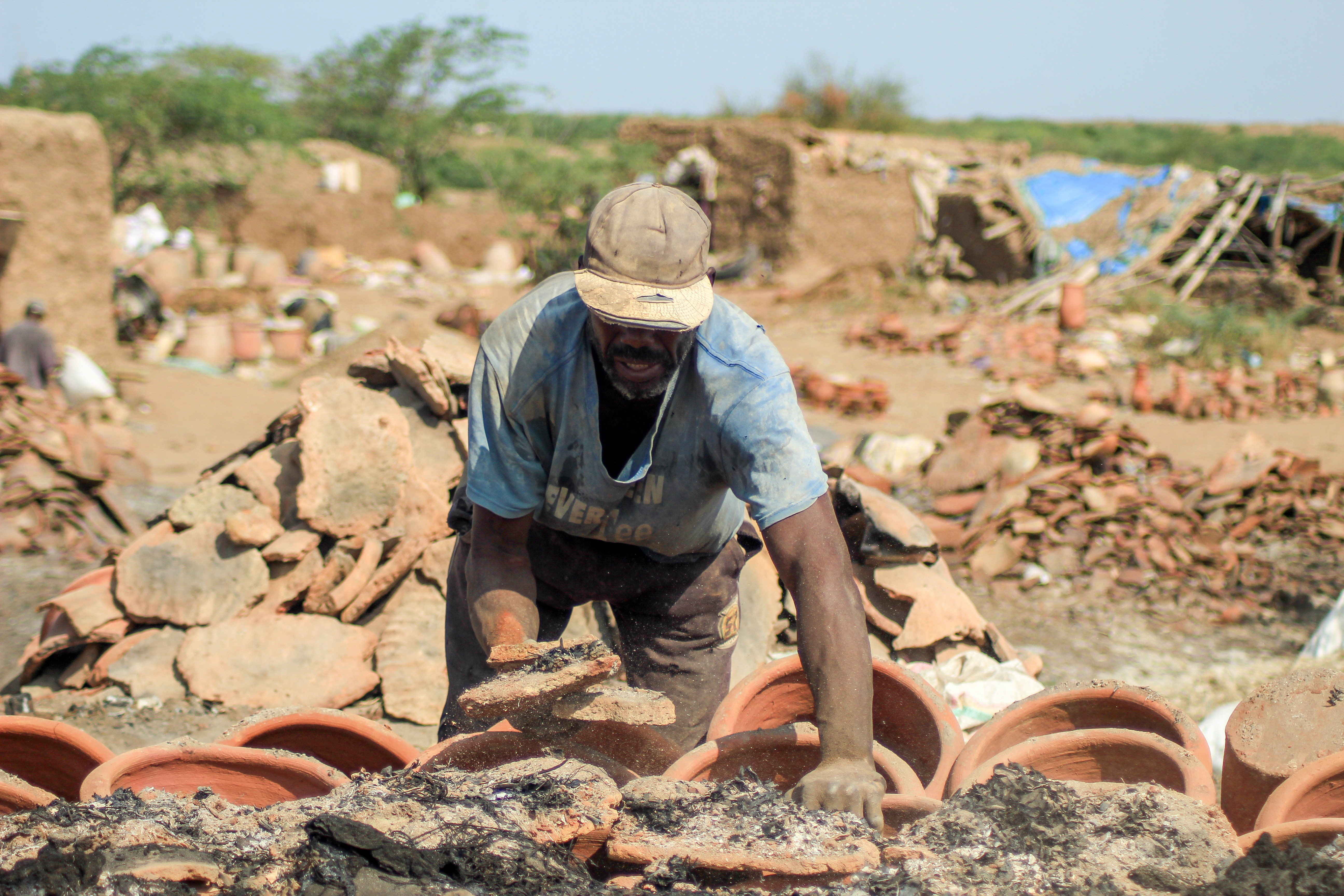
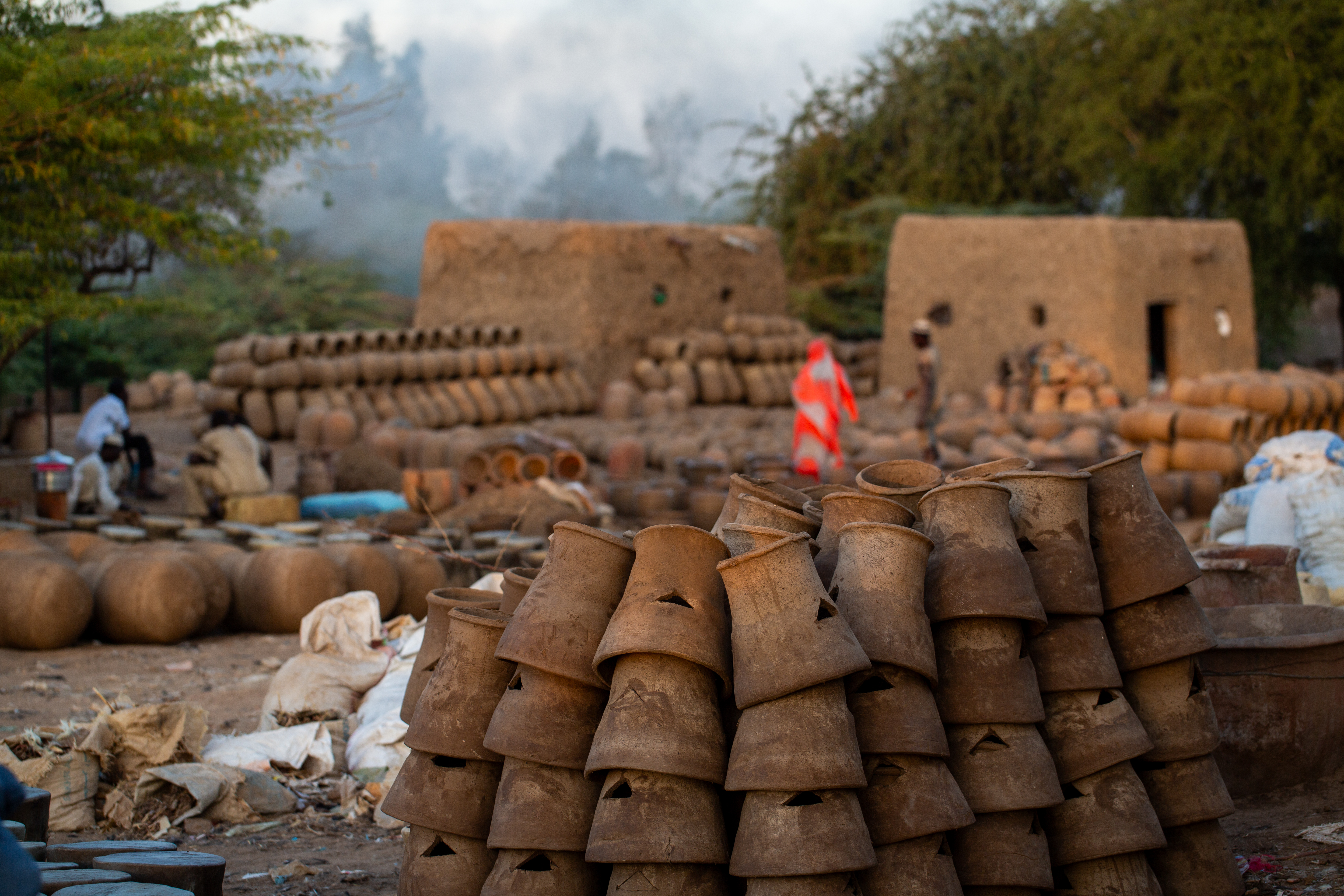
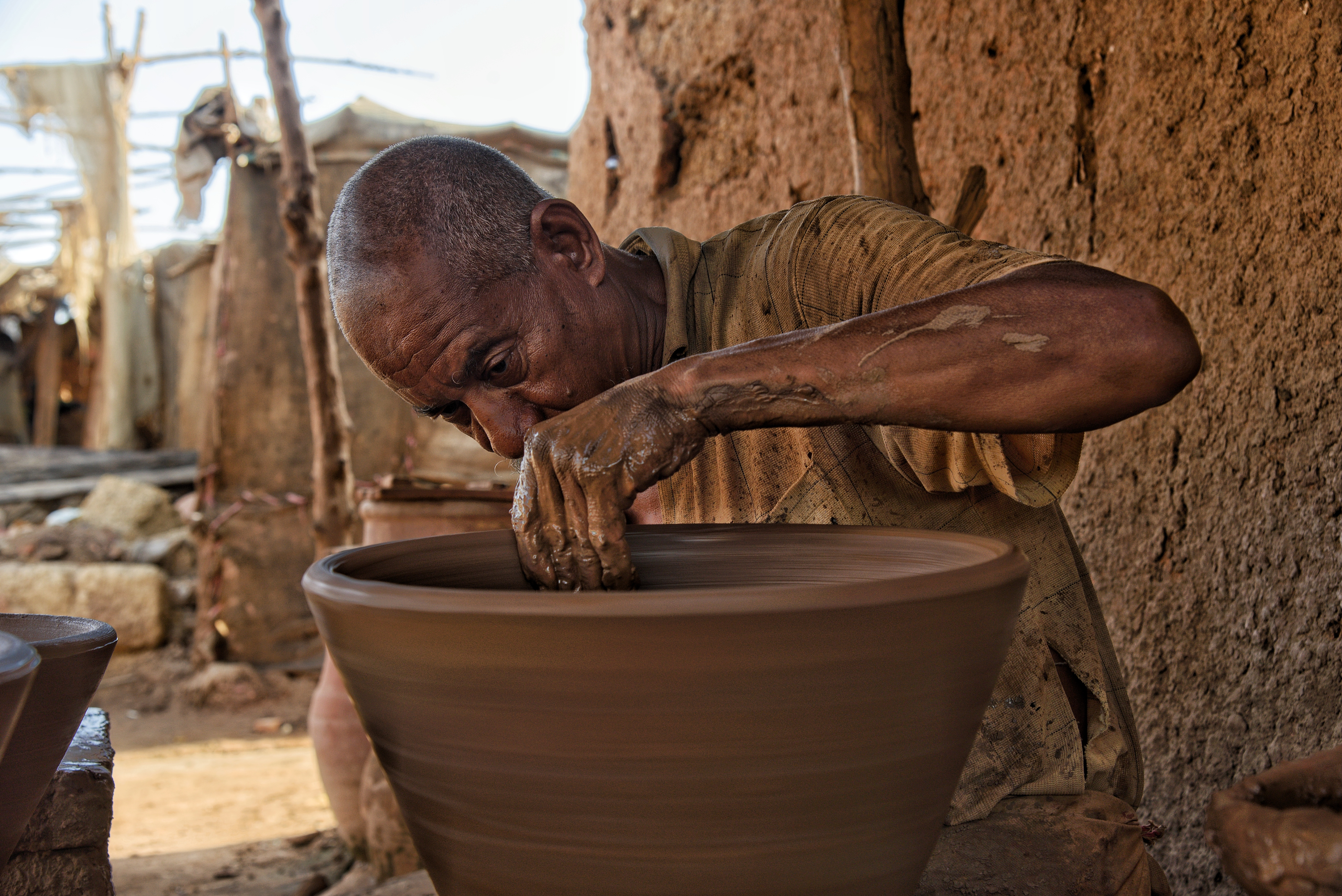
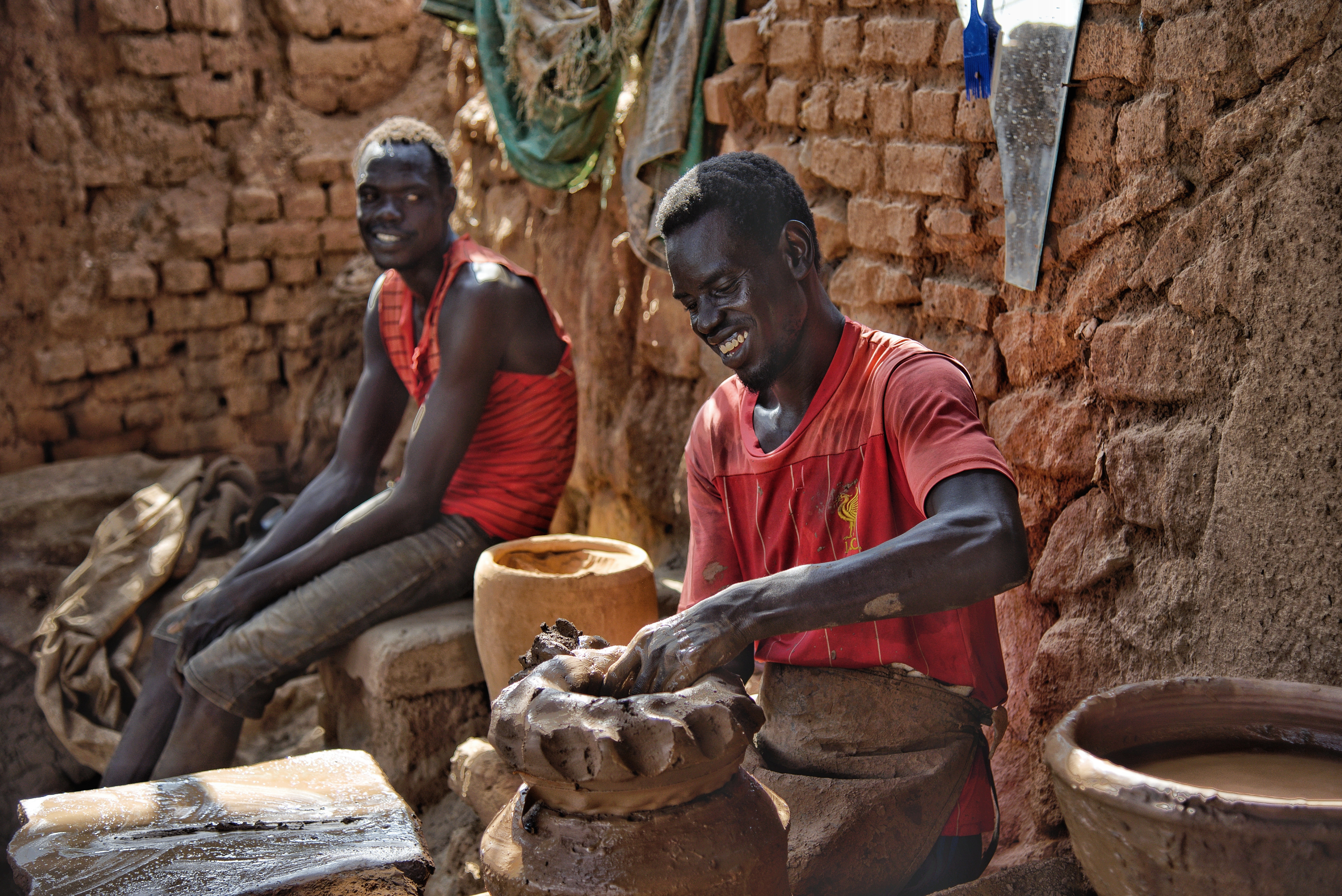
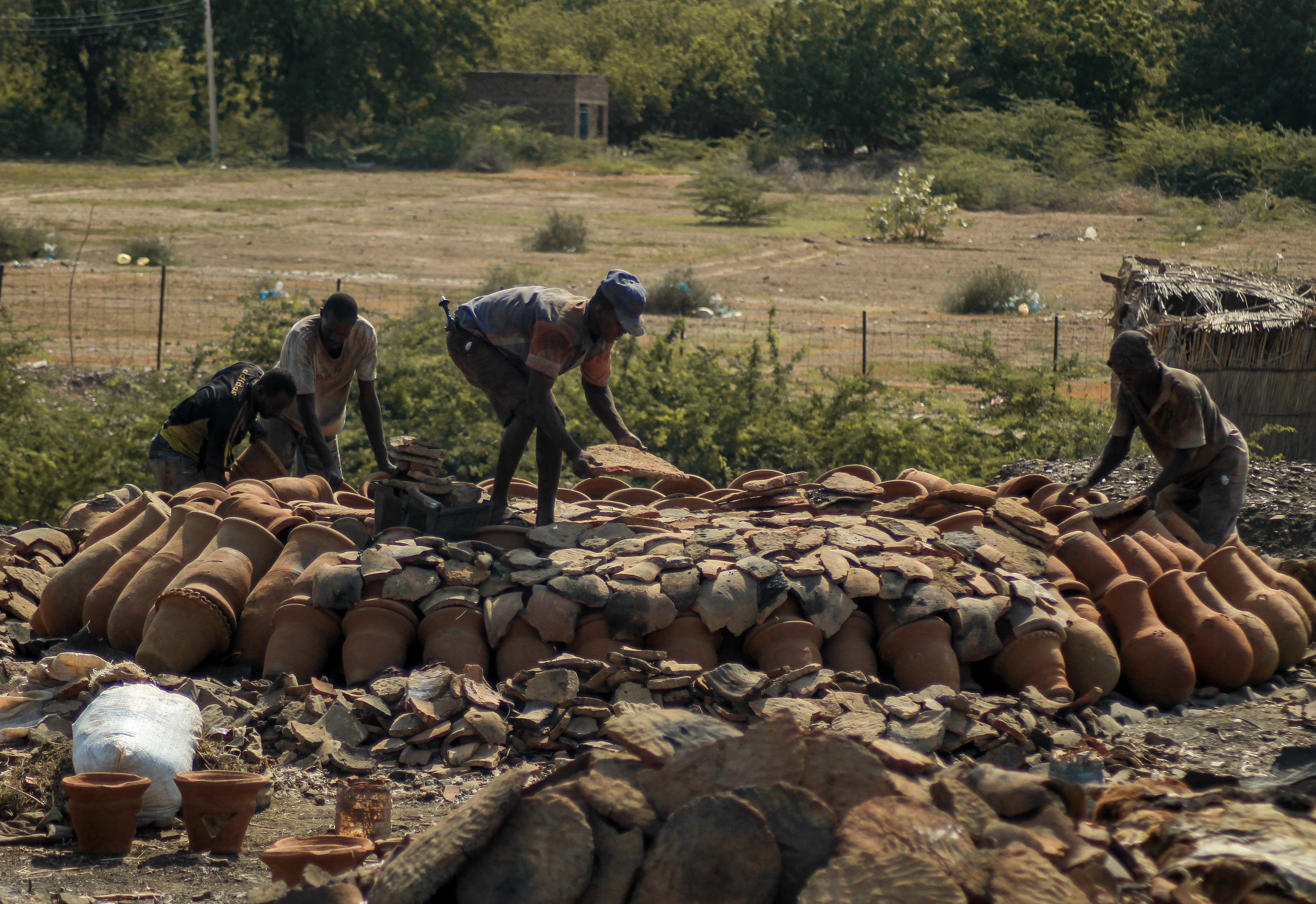
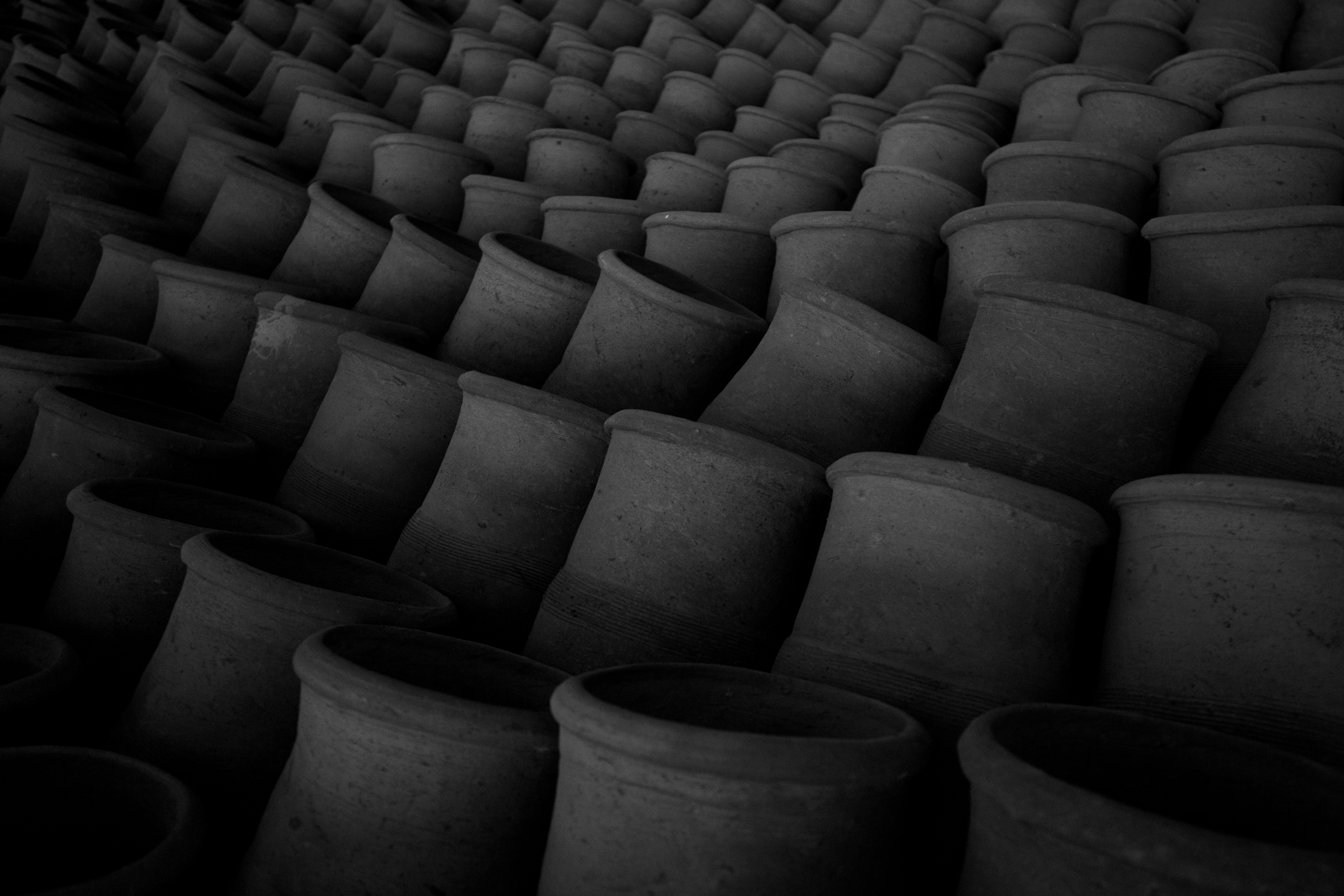
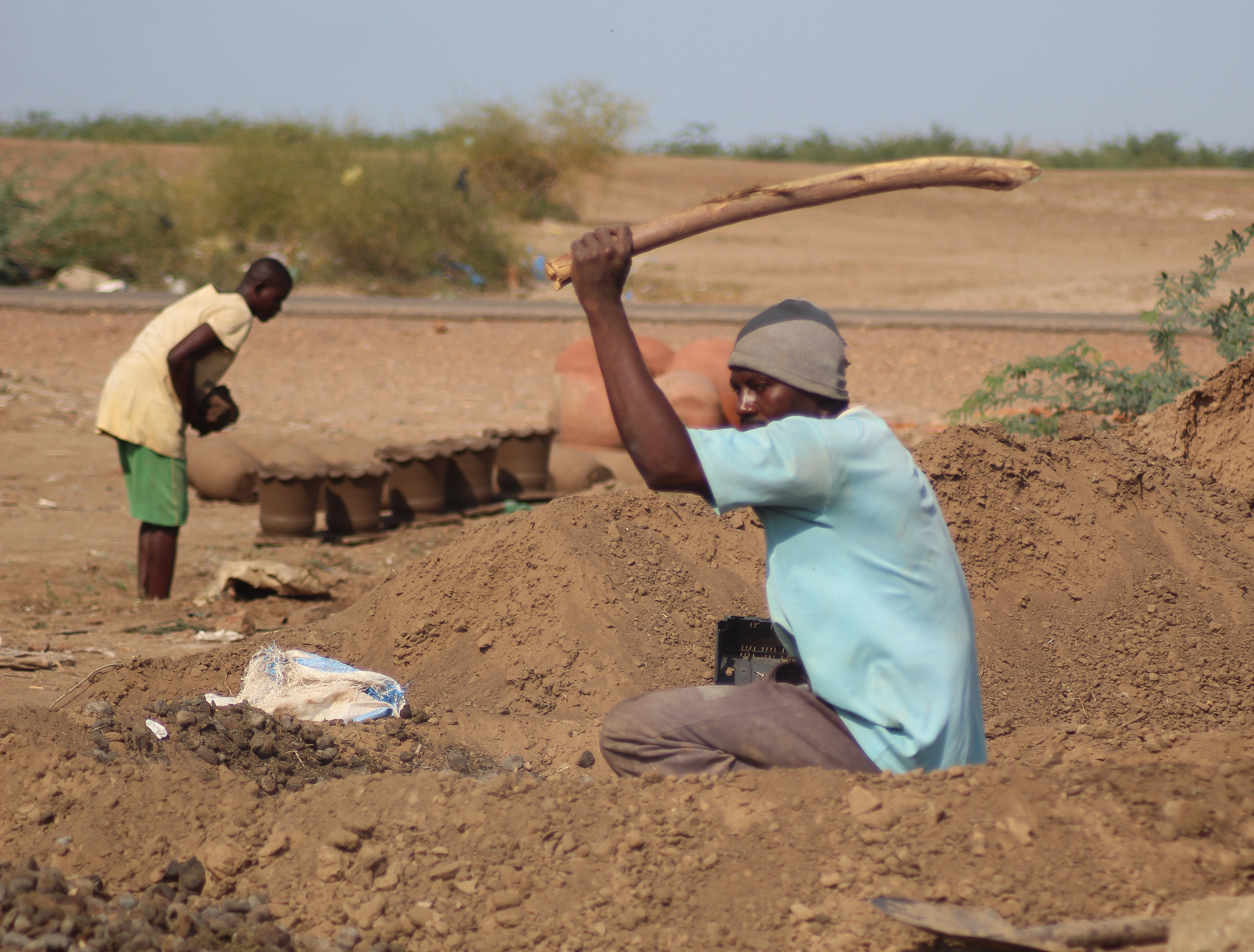